# أوقاس
أوقاس بلدية بولاية بجاية بالجزائر

## الوديان
- وادي تابلوط

## مواضيع ذات صلة
- بلديات ولاية بجاية
- دوائر ولاية بجاية